# Frederik Dreier
 Ikke at forveksle med Frederik Dreyer.
Frederik Henrik Hennings Dreier (født 16. december 1827 i København, død 9. maj 1853 sammesteds) var en dansk samfundskritiker og socialist.

## Uddannelse
Frederik Dreier var den ældste af tre sønner af advokaten Vilhelm Henrik Dreier og hans kone Irma Vilhelmine (født Klein). Familien tilhørte den øvre middelklasse. Faderen var assessor ved Hof- og Stadsretten i København. Frederiks barndom og ungdom blev overskygget af hans fars sygdom. Faderen var ramt af "melankoli", der over tid udviklede sig til en psykose, ledsaget af religiøse vrangforestillinger, så han i 1840 – da Frederik Dreier var 13 år gammel – var nødt til at opgive sin post i 1847 og indlagt på sindssygeanstalten i Slesvig, hvor han forblev indtil sin død i 1865.
Dreier gik på Metropolitanskolen i København, og dimitteredes derfra til Københavns Universitet i 1844. Han begyndte derpå at studere medicin, han blev optaget som alumne på Valkendorfs Kollegium. Sideløbende med sin universitetsuddannelse udviklede han et omfattende filosofisk og politisk skriftlig virksomhed, der viser ham som en tænker, der var årtier forud for sin tid. Det vakte meget opmærksomhed blandt hans samtidige, men faldt sidenhen ind i fuldstændig glemsel. Han afsluttede første del af den medicinske embedseksamen foråret 1853, som dog blev afbrudt af en afstikker som læge i Treårskrigen 1848-49. Kort efter døde han, som 26-årig, enten af et apoplektisk tilfælde, eller for egen hånd.
Han er begravet på Assistens Kirkegård.

## Politisk tænkning
Dreier havde sin fars skæbne for øje, og han besluttede at bekæmpe hvad han anså for at være lignende tendenser hos sig selv, ved hjælp af en intellektuel indsats, dvs ved at udvikle en rationel livsfilosofi. De daværende aktuelle værker om ateisme på tysk, skrevet af Ludwig Feuerbach og Bruno Bauer gav ham en tilgang. Han blev imidlertid mere imponeret af den i 1844 udgivne bog Den Eneste og hans Ejendom ("Der Einzige und sein Eigentum") af Max Stirner, som kritiserede Feuerbach og Bauer for i det væsentlige stadig at være "fromme" ateister.
Fra Stirners holdning udviklede Dreier sin egen "konsekvent rationelle, ateistiske og materialistiske Filosofi" som bl.a. integrerede tanker fra John Stuart Mills teori om viden og ideer samt de franske materialister, især Paul Henri Thiry d'Holbach. Hans socio-økonomiske tanker var baseret på Pierre-Joseph Proudhon, der i sin bog fra 1840 Hvad er ejendomsret? ("Qu'est-ce que la propriété?") var den første som havde betegnet sig selv som anarkist.
Således intellektuelt rustet indledte han en polemik mod "de Ypperste i sin Samtid, Orla Lehmann, H.C. Ørsted, Goldschmidt, J.L. Heiberg, Søren Kierkegaard, Grundtvig. Han ser dem, alle et godt Stykke over Hovedet". Dreier var en fortaler for de radikale reformistiske politiske ideer, som i perioden florerede i store dele af Europa, men som endnu ikke havde nået det førindustrielle Danmark. Han blev derfor senere benævnt som "Danmark's første socialist".

## Frederik Dreiers samlede skrifter
Dreier udgav kun selv 5 værker, foruden tidsskriftet Samfundets Reform og artikler i andre blade. Dette har for eftertiden gjort det sværere at få et klart billede af hans filosofi og betydning for samtiden og eftertiden. Allerede Georg Brandes undrer sig i 1905 i Politiken over at der ikke er nogen der tager arbejdet op med at udgive hans skrifter samlet. Litteraturhistorikeren Harald Rue begyndte i 1920'erne og 1930'erne at samle Dreiers skrifter, hvilket udmøntedes i bogen Dreiers Skrifter, bind 1 (1930) udsendt i samarbejde med Mondegruppen. Men der kom ikke flere bind i serien på grund af diverse problemer. Filosofihistorikeren Svend Erik Stybe forsøgte i begyndelsen af 1950'erne, sammen med Mogens K. With, at få støtte til en kommenteret udgivelse af Dreiers værker, men dette lykkedes ikke, og i stedet skrev Stybe en doktorafhandling om Dreiers liv og politiske tænkning som udkom i 1959. I 1970'erne udsendte Kurt Luchau Nielsen en række af Dreiers skrifter i fotografisk optryk i 2 bind. Disse inkluderede bl.a. de første 10 numre af Samfundets Reform foruden artikler samlede fra andre blade.
Først i 1988 besluttede Center for Arbejderkultur ved Københavns Universitet under Niels Finn Christiansen og Morten Thing at udgive en samlet udgave af alle Dreiers trykte og utrykte skrifter. Med støtte fra bl.a. Carlsbergfondet blev arbejdet udført og de 5 bind blev udgivet i 2003.
Bindene indeholder:
- Bind 1: Folkenes Fremtid (1848), Et blik paa det verdenshistoriske Værk "Clara Raphael" og den derved fremkaldte Damelitteratur (1851), M.A. Goldschmidt, et Litteraturbillede (1852), Aandetroen og den frie Tænkning (1852) og de artikler som han fik optaget i andre blade og tidsskrifter. ISBN 87-7876-294-4
- Bind 2: Indeholder den komplette udgave af tidsskriftet Samfundets Reform. ISBN 87-7876-295-2
- Bind 3: Indeholder de ældste manuskripter som Dreier skrev og ikke fik udgivet i perioden ca. 1844-46 og manuskripter med værker om emnerne sprogvidenskab og religion. ISBN 87-7876-296-0
- Bind 4: Indeholder manuskripter med tidligere uudgivede værker indenfor emnerne filosofi, økonomisk- og sociale forhold, medicin, om hans egne bøger, uddannelse, litteratur og kunst foruden blandede skrifter og breve skrevet af Dreier. ISBN 87-7876-297-9
- Bind 5: Indeholder redegørelse for manuskripterne og udgivelsesprincipperne, en liste over de udeladte manuskripter, biografi over Frederik Dreier, bibliografi og registre. ISBN 87-7876-299-5